# TC Énergie
TC Énergie, anciennement TransCanada, est une multinationale américano-canadienne du secteur énergétique.  Elle exerce ses activités les gazoducs de gaz naturel, les oléoducs et pipelines pétroliers, et le stockage de l’énergie. 
TC Energie est notamment connue pour son projet d'oléoduc Keystone XL.
Le groupe est coté à la Bourse de Toronto et à la Bourse de New York.
Son siège se trouve à Houston, au Texas. 

## Histoire

Ancien logo

En septembre 2009, TransCanada a obtenu un contrat pour la construction d'une centrale électrique d'une puissance de 900 MW en Ontario, Canada. Le montant prévu du projet s'élève à 1,2 milliard CAD. La livraison de la centrale, à « cycle combiné au gaz naturel », est prévue pour 2013.
En mars 2016, TransCanada annonce l'acquisition de Columbia Pipeline Group pour 10,2 milliards de dollars.
En octobre 2020, TC Energy annonce l'acquisition de la participation qu'il ne détenait pas, soit près de 73 %, dans TC PipeLines pour 1,48 milliard de dollars.
En mars 2024, TC Energy annonce la vente pour 1,14 milliard de dollars de Portland Natural Gas Transmission System, filiale dédiée au gazoduc pour la Côte Est des États-Unis, à des fonds d'investissements.